# 愛琳港
愛琳港（英語：Port Erin）是萌島西南部的一個濱海村莊，位於歷史悠久的魯申教區。

## 概述
根據2011年人口普查的結果顯示：愛琳港的總人口數量為3530人。在旅遊業衰落之前，愛琳港曾是一個海濱度假勝地。在行政上，它被指定為村區，有自己的委員會。該地區佔地約1平方英里，愛琳港東南邊毗鄰聖瑪麗港、北邊毗鄰阿爾伯里教區的主要地區、東邊毗鄰魯申教區的主要地區、西邊毗鄰大海、南邊毗鄰阿爾伯里教區和魯申教區的飛地（包括克雷尼亞甚）。在最近的住宅擴建之後，該定居點現在與聖瑪麗港相鄰，2018年7月18日，萌島議會授權對擬議的地區邊界擴建進行公開調查。
愛琳港與拉圖爾德法蘭西締結為姊妹村。